# Foumbolo
Foumbolo  est une localité du centre de la Côte d'Ivoire, et appartenant au département de Dabakala, Région de la Vallée du Bandama. La localité de Foumbolo est un chef-lieu de commune.
Les Djimini sont les habitants de la sous-préfecture de Foumbolo. ils font partie du groupe Sénoufo ayant donc la même culture que les autres ethnies dudit groupe. Le djimini s'apparente au tagbana, au gnarafolo, tchiébara, palaga, au djamala, etc.